# EuroCity

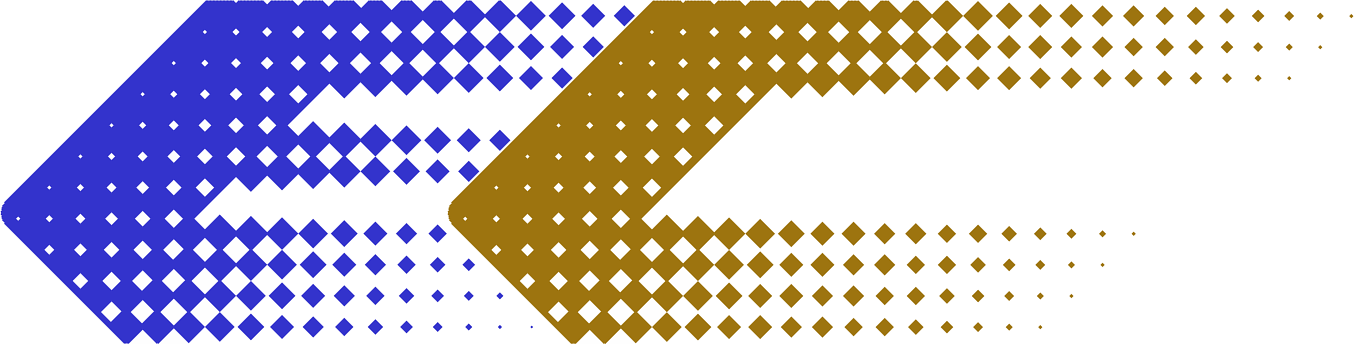
Eurocity-tågens logotyp.

Eurocity är en typ av tåg som går över gränserna mellan olika europeiska länder. Eurocity-tågen, som är tåg av standardtyp (lok och vagnar), var vanliga under 1980-talet och 1990-talet. De är fortfarande ganska vanliga men har idag delvis ersatts av modernare snabbtåg, som X 2000, ICE och TGV. Tågen mellan Sverige och Danmark är numera snabba motorvagnståg typ X 2000 eller X31, tågen mellan Oslo och Stockholm kallas vanligen Intercity . Tågen Hamburg-Köpenhamn kallas dock Eurocity. Eurocity är tänkt som Intercity som går över gränserna mellan olika europeiska länder, men trots detta finns det flera tåg som heter Intercity trots att de passerar en landgräns. Anledningarna till detta kan vara olika. Oftast beror det på att de inte ansluter till andra Eurocity och därför bara får heta Intercity, men ibland kan standarden på vissa inte riktigt uppfylla de krav som ofta ställs för Eurocity.
En nattågsvariant av Eurocity finns också, Euronight. Nattåget mellan Stockholm och Hamburg, i Sverige marknadsfört som SJ Euronight, är ett sådant tåg.

## Historia
Eurocity kom 1987 och på den tiden fanns Eurocity i Sverige, Schweiz, Österrike, Frankrike, Luxemburg, Nederländerna, Danmark, Italien, Belgien, Norge och Storbritannien. I Storbritannien gick det Eurocity från London till hamnstäderna innan Kanaltunneln var byggd. Sedan dess har mycket hänt med det ursprungliga Eurocity-nätet. 1988 infördes EuroCity till Ungern och detta var första gången detta infördes i det som då var Östeuropa. Eurocity växte också ner till Spanien. 1989 försvann Järnridån och EuroCity spred sig österut till Polen, Tjeckien, Slovakien och Rumänien. Jugoslavien hann få några Eurocity också innan landet upplöstes och de jugoslaviska krigen inleddes. Efter Jugoslaviens upplösning och sedan krigen tagit slut har Eurocity spritt sig till Serbien, Kroatien och Slovenien.

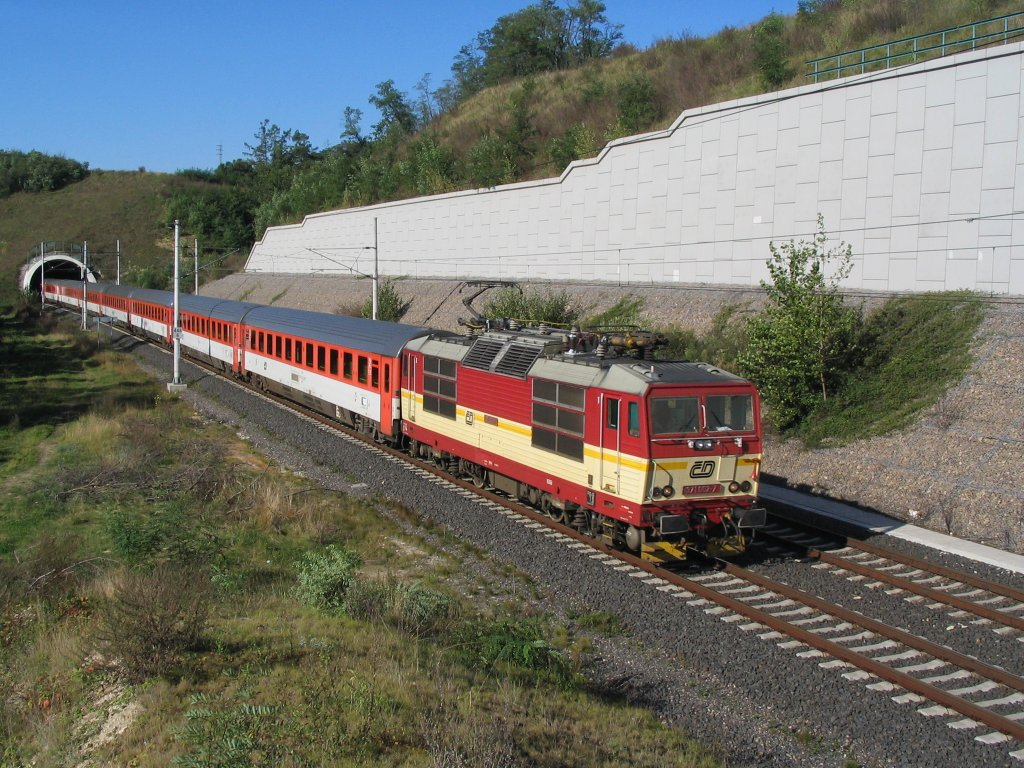
Tjeckiskt Eurocity-tåg

Eurocity ersatte på 1980-talet TEE, som var dieseldrivna motorvagnståg, i samband med att tekniken medgav lok som kunde gå på flera strömsystem. Den ursprungliga tanken med Eurocity var att tågen skulle ha enhetlig standard och komfort. Tågen skulle huvudsakligen bestå av vagnar av förhållandevis enhetligt utförande. Alla tåg skulle ha första- och andraklass. De skulle ha restaurangvagn och samtliga vagnar i tågen skulle ha luftkonditionering. Det var på 1980-talet inte lika självklart med luftkonditionering på tåg som det har blivit idag. Vagnarna hade också oftast ett enhetligt utseende förutom att de kunde vara målade i olika färger beroende på vilket land de tillhörde.
Med tiden ändrades villkoren. När Eurocity utökades österut släpptes kravet på luftkonditionering och det kunde bli vanligt att vagnar utan detta framfördes i tågen.
I Europas västra och norra delar började EuroCity minska. Nya snabbtåg av typerna X 2000, ICE, TGV och Thalys ersatte EuroCity på ett antal sträckor. De nämnda tågsystemen kan idag sägas fungera som EuroCity för de berörda länderna trots att de har andra namn. I vissa enstaka fall har vissa tåg fått behålla benämningen EuroCity trots att de ersatts med moderna motorvagnståg. Men detta är mindre vanligt och produktnamnen som X 2000 eller TGV brukar istället användas när detta sker. Anledningen till detta brukar vara i marknadsföringssyfte. Namnet EuroCity kan ofta vara lite anonymt eller enbart ha en innebörd av ett normalt tåg medan namn som X 2000 och TGV har högre status och berörda länder ofta satsat mycket på marknadsföring av namnen. X 2000-tågen håller alltså en standard som gör tågen godkända att benämnas Eurocity men SJ skulle se det som en nedklassning att "bara" kalla vissa X 2000-tåg för Eurocity istället. Ibland hände det att när ett EuroCity blev ersatt av ett annat tåg så blev en del andra Eurocity avskurna från de övriga Eurocity-nätet. När detta hände blev dessa Eurocity omklassade till InterCity. Exempel på detta idag[när?] är tågen till Oslo som kunde ha varit Eurocity men blev Intercity för att X 2000 ersatt som binder ihop. Över Öresundsbron går idag X 2000-tåg istället för Eurocity. Till Storbritannien går det idag istället Eurostar som är ett höghastighetståg som ersatt Eurocity. Till Spanien finns idag inga Eurocity längre.

## Framtid
I framtiden kommer troligen antalet Eurocity ytterligare att minska, då fler moderna snabbtåg kommer att ersätta dessa. Statusen för Eurocity har i flera länder sjunkit. Men i en del länder har de fortfarande hög status. Standarden på de kvarvarande Eurocity kan idag variera. I en del länder används fortfarande[när?] vagnar från 1980-talet, medan en del andra länder har betydligt nyare vagnar som idag uppfyller högre komfort och som upplevs som modernare. Några av de modernaste Eurocity idag finns i Rumänien. En del länder har aldrig haft Eurocity som till exempel Grekland och där kommer nog aldrig detta införas heller. Däremot går internationella tåg som InterCity från Grekland via Nordmakedonien till Serbien. Men planer finns inte att döpa om dessa till Eurocity, eftersom det är nattåg. I framtiden är det troligare att de ersätts med moderna snabbtåg istället, om järnvägsstandarden tillåter det.
Det finns idag inga planer att utöka Eurocity till fler länder. Om detta trots allt skulle ske så handlar det då troligen om att utöka Eurocity österut till bland annat Ukraina. Det finns InterCity som går från Polen till Ukraina idag med speciella vagnar för dessa tåg. Detta skulle kunna vara exempel på tåg som i framtiden kan innebära en utökning av Eurocity. Men det troligaste är ändå att allt fler Eurocity försvinner och ersätts av andra moderna tåg. Ett problem är att bland annat Ukraina (liksom Spanien) har bredspår. För dagtåg får nästan alltid passagerarna byta tåg vid en spårviddsgräns, det är snabbast. Att byta hjulaxlar är tidsödande och görs för godståg och ibland för nattåg.

## Lista över Eurocity-tåg
Listan är över tågturer, inte över själva fordonen.
| Tågnummer                    | Namn                     | Sträckning | Järnväg   | Invigning  | -           | EC index |
| ---------------------------- | ------------------------ | --- | --------- | ---------- | ----------- | -------- |
| EC 230,231/233               | Absalon                  | København – Puttgarden – Hamburg | DSB       | 01.06.2001 | 14.12.2002  | 2001.01  |
| EC 66,67                     | Admiraal de Ruijter      | Amsterdam – Hoek van Holland – Harwich – London | NS/BR     | 31.05.1987 |             | 1987.32  |
| EC 314, 315                  | Agram                    | Zagreb – Ljubljana – Jesenice – Villach Hbf – Tauerntunnel – Salzburg Hbf | SŽ        | 15.12.2002 |             | 2002.03  |
| EC 166,167                   | Albert Einstein          | Praha – Furth im Wald – Lindau – Bern – Interlaken | ČD        | 23.05.1993 | 14.12.2002  | 1993.03  |
| EC 46, 47                    | Alexander von Humboldt   | Berlin – Hannover – Köln – Brussel | DB        | 23.05.1993 | 23.05.1998  | 1993.11  |
| EC 390,391                   | Alfred Nobel             | Hamburg-Altona – Puttgarden – Stockholm/Oslo | DB        | 31.05.1987 | 30.05.1992  | 1987.58  |
| EC 174,175                   | Alois Negrelli           | Praha – Schöna – Hamburg-Altona | ČD        | 28.05.2000 | -           | 2000.01  |
| EC 18,19                     | Andreas Hofer            | Innsbruck – Kufstein – Dortmund | DB        | 02.06.1991 | 14.12.2002  | 1991.03  |
| EC 92,93                     | Angelika Kauffmann       | München – Lindau – Zürich | DB        | 23.05.1993 | 14.12.2002  | 1993.10  |
| EC 128,129                   | Anton Bruckner           | Linz – Passau – Hamburg-Altona | DB        | 02.06.1991 | 22.05.1993  | 1991.02  |
| EC 70, 71                    | Antonín Dvořák           | Wien Südbahnhof – Hohenau – Breclav – Brno hl.n. – Ceska Trebova – Pardubice hl.n. – Kolin – Praha-Holesovice |           |            |             |          |
| EC 114, 115                  | Arbalète                 | Zürich – Basel – Paris-Est | SNCF      | 31.05.1987 | 28.05.1997  | 1987.44  |
| EC                           | Avala                    | Belgrad – Kelebia – Budapest – Stúrovo – Bratislava – Brno – Praha |           |            |             |          |
|                              | Balkan Express           | Beograd - Niš - Sofia - Istanbul |           |            |             |          |
| EC 84,85                     | Barbarossa               | Milano – Chiasso – Schaffhausen – Stuttgart |           | 31.05.1987 | 29.05.1988  | 1987.26  |
| EC 475, 477                  | Barcelona Talgo          | Barcelona - Toulouse - Les Aubrais - Paris-Austerlitz | RENFE     | 31.05.1987 | 22.05.1993  | 1987.60  |
| EC 62,63                     | Bartók Béla              | München – Salzburg – Budapest Keleti | MÁV       | 02.06.1991 | -           | 1991.01  |
| EC 98,99                     | Bavaria                  | Zürich HB – St. Margrethen – Bregenz – Lindau Hbf – München Hbf | DB        | 31.05.1987 | 14.12.2002  | 1987.31  |
| EC 63,62                     | Benjamin Britten         | Londen – Harwich – Hoek van Holland – Amsterdam | NS/BR     | 31.05.1987 |             | 1987.64  |
| EC 340,341                   | Beograd                  | Wien - Budapest - Novi Sad - Beograd |           |            |             |          |
| EC 40, 41 EC 44, 45 EC 46,47 | Berlin-Warszawa Express  | Warszawa Wschodnia – Warszawa Centralna – Kutno – Konin – Poznan Gl. – Swiebodzin – Rzepin – Frankfurt (Oder) – Berlin Ostbahnhof – Berlin Hbf | DB/PKP    | 31.05.2002 |             | 2002.01  |
| EC 48, 49                    | Berlin-Warszawa Express  | Poznan Gl. – Swiebodzin – Rzepin – Frankfurt (Oder) – Berlin Ostbahnhof – Berlin Hbf | PKP       | 31.05.2002 |             | 2002.01  |
| EC 104,105                   | Berner Oberland          | Amsterdam – Basel – Interlaken | SBB       | 02.06.1991 |             | 1991.18  |
| EC 42,43                     | Berolina                 | Warszawa – Frankfurt Oder – Berlin | DR        | 31.05.1992 | 30.05.2002  | 1992.07  |
| EC 188,189                   | Bertel Thorvaldsen       | Hamburg – Puttgarden – København | DB        | 31.05.1992 | 14.12.2002  | 1992.01  |
| EC 20,21                     | Blauer Enzian            | Klagenfurt – Salzburg – Dortmund | DB        | 31.05.1987 | 14.12.2002  | 1987.06  |
| EC 141,152                   | Bonifacius               | Amsterdam - Emmerich - Köln | DB        | 02.06.1991 | 31.10.2000  | 1991.14  |
| EC 123, 124                  | Borromeo                 | Genève – Brig – Domodossola – Milano Centrale | CIS       |            |             |          |
| EC 107, 198                  | Brianza                  | Bellinzona – Chiasso – Como S. Giovanni – Milano Centrale | CIS       |            |             |          |
| EC 83, 86                    | Brabant                  | Paris Gare du Nord – Brussel-Zuid | SNCF      | 31.05.1987 | 23.05.1993  | 1987.56  |
|                              | Bulgaria                 | Moskva - Kiev - Bucuresti - Sofia/Varna/Burgas |           |            |             |          |
| EC 50, 51                    | Casanova                 | Ljubljana – Postojna – Sezana – Villa Opicina – Monfalcone – Portogruaro-Caorle – Venezia Mestre – Venezia Santa Lucia | SŽ        | 15.12.2003 | 31.03.2008  | 2003.01  |
| EC 173, 174                  | Canaletto                | Schaffhausen – Zürich HB – Gotthard – Milaan - Venezia | CIS       |            |             |          |
| EC 178,179                   | Carl Maria von Weber     | Praha - Schöna - Hamburg | ČD        | 29.05.1994 |             | 1994.01  |
|                              | Carlo Goldoni            | Venezia - Ljubljana - Zagreb - Budapest | FS        | 10.06.2001 | 09.12.2006  | 2001.04  |
| EC 4,5                       | Carlo Magno              | Sestri Levante - Basel - Dortmund | DB        | 31.05.1987 | 30.05.1992  | 1987.02  |
|                              | Corona                   | Budapest-Oradea–Cluj-Napoca–Brașov | CFR       |            |             |          |
| EC 9240,9249                 | Carravaggio              | Milano Centrale - Paris | SNCF      | 15.12.2003 |             | 2003.02  |
| EC 70,71                     | Catalan-Talgo            | Barcelona – Gerona – Port Bou – Cerbère – Perpignan – Narbonne – Béziers – Sète – Montpellier – Nîmes – Avignon – Valence – Romans Bourg de Péage – Grenoble – Challes les Eaux – Chambéry – Aix les Bains le Revard – Culoz – Bellegarde – Genève-Cornavin | RENFE     | 31.05.1987 |             | 1987.47  |
| EC 22,29                     | Champs Elysees           | (TGV) Lausanne - Paris | SNCF      | 31.05.1987 |             | 1987.42  |
| EC 80,181                    | Christian Morgenstern    | Hamburg – Puttgarden – København | DB        | 31.05.1992 | 14.12.2002  | 1992.02  |
| EC 175, 176                  | Cinque Terre             | Schaffhausen – Zürich HB – Gotthard – Milaan - Genua - Livorno | CIS       |            | 14.12.2008  |          |
| EC 26,23                     | Cisalpin                 | (TGV) Lausanne - Paris / Genève – Milano Centrale | SNCF/SBB  | 31.05.1987 | 22.05.1993  | 1987.39  |
| EC 246,247                   | Citadella                | Budapest–Székesfehérvár–Veszprém–Zalaegerszeg–Murska Sobota– Ljubljana |           |            |             |          |
| EC 70,71                     | Colosseum                | Roma Termini – Basel – Frankfurt am Main | DB        | 28.05.1989 | 01.06.1991  | 1989.05  |
| EC 170,171                   | Comenius                 | Praha – Schöna – Berlin | ČD        | 23.05.1993 | 27.05.2000  | 1993.04  |
| EC 108,109                   | Comenius                 | Praha – Ostrava – Kraków | ČD/PKP    |            |             | 1993.04  |
| EC 158,159                   | Croatia                  | Zagreb - Graz - Wien |           |            |             |          |
|                              | Dacia                    | Wien - Győr - Budapest - Szolnok – Békéscsaba – Arad – Sighişoara –Brașov – Bucuresti | CFR       |            |             |          |
| EC 220,221                   | Detvan                   | Ostrava - Zvolen | CD        | 10.12.2006 |             | 2006.03  |
| EC 9242,9247                 | Alexandre Dumas          | Paris - Torino - Milano | SNCF      | 29.09.1996 | 13.12.2009  | 1996.04  |
| EC 52,53                     | Drava                    | Venetië - Ljubljana - Zagreb - Boedapest |           |            |             |          |
| OEC 150, 151                 | Emona                    | Ljubljana – Maribor – Spielfeld-Straß – Graz Hbf – Bruck a. d. Mur – Kapfenberg – Mürzzuschlag – Wiener Neustadt Hbf – Wien Meidling – Wien Südbahnhof | ÖBB       |            |             |          |
| EC 24,25                     | Erasmus                  | Amsterdam – Emmerich – Kufstein – Innsbruck | DB        | 31.05.1987 | 27.05.2000  | 1987.07  |
| EC 87, 82                    | Étoile du Nord           | Paris Gare du Nord – Brussel-Zuid – Brussel-Noord – Antwerpen-Berchem – Roosendaal – Rotterdam CS – Den Haag HS – Amsterdam CS | SNCF      | 31.05.1987 | 22.01.1995  | 1987.53  |
| EC 126,127                   | Fatra                    | Žilina - Praha |           |            |             |          |
| EC 36, 37                    | Felix Timmermans         | Köln Hbf – Aachen – Liège-G. – Brussel-Noord – Brussel-Zuid | DB        | 23.05.1993 | 23.05.1998  | 1993.13  |
| EC 26,27                     | Frans Hals               | Amsterdam – Emmerich – München | DB        | 31.05.1987 | 31.10.2000  | 1987.08  |
| EC 20,21                     | Franz Liszt              | Budapest – Passau – Dortmund | DB        | 28.05.1989 | 13.12.2003  | 1989.06  |
| EC 64, 65                    | Franz Schubert           | Zürich - Innsbruck - Wien | ÖBB       | 31.05.1987 |             | 1987.36  |
| EC 144/145, 146,147          | Fréjus                   | Lyon – Modane – Torino | FS        | 29.09.1996 | 14.12.2003  | 1996.01  |
| EC 223,222                   | Galilei                  | Paris - Lausanne - Brig - Milano - Venezia / Firenze | SNCF      | 31.05.1987 | 22.05.1993  | 1987.63  |
| EC 80,81                     | Garda                    | Verona Porta Nuova – Rovereto – Trento – Bolzano/Bozen – Bressanone/Brixen – Fortezza/Franzensfeste – Brennero/Brenner – Innsbruck Hbf – Jenbach – Wörgl Hbf – Kufstein – Rosenheim – München Ost – München Hbf | FS        | 02.06.1991 | -           | 1991.07  |
| EC 56,57                     | Goethe                   | Paris Est - Saarbrücken - Frankfurt am Main | DB        | 31.05.1987 | 13.12.2003  | 1987.18  |
| EC 57,58                     | Gottardo                 | Winterthur – Milano Centrale | SBB       | 25.09.1988 | 07.08.1994  | 1988.04  |
| EC 96,97                     | Gottfried Keller         | München – Lindau – Zürich | SBB       | 31.05.1987 | 14.12.2002  | 1987.30  |
| EC 188, 189                  | Grödnertal / Val Gardena | Verona Porta Nuova – Rovereto – Trento – Bolzano/Bozen – Bressanone/Brixen – Fortezza/Franzensfeste – Brennero/Brenner – Matrei am Brenner – Innsbruck Hbf – Jenbach – Wörgl Hbf – Kufstein – Rosenheim – München Ost – München Hbf | FS        | 28.05.2000 | 14.12.2002  | 2000.03  |
| EC 78, 79                    | Gustav Klimt             | Graz - Wien - Brno - Praha |           |            |             |          |
| EC 70, 71                    | Gustav Mahler            | Wien - Brno - Praha |           |            |             |          |
| EC 42,43                     | Gustave Eiffel           | Köln - Brussel - Paris Nord | SNCF      | 31.05.1987 | 13.12.2003  | 1987.14  |
| EC 194,195                   | Hamlet                   | Hamburg – Puttgarden – København | DB        | 02.06.1991 | 14.12.2002  | 1991.11  |
| EC 34,35                     | Hansa                    | Hamburg – Puttgarden – København | DB        | 31.05.1987 | 01.06.1991  | 1987.12  |
| EC 74,75                     | Havelland                | Zürich – Basel – Berlin | DB        | 31.05.1992 | 22.05.1993  | 1992.06  |
| EC 58,59                     | Heinrich Heine           | Paris Est – Saarbrücken – Frankfurt am Main | SNCF      | 28.05.1989 | 13.12.2003  | 1989.01  |
| EC 78,79                     | Helvetia                 | Hamburg – Basel – Zürich | DB        | 31.05.1987 | 22.05.1993  | 1987.23  |
| EC 974,977                   | Henri Dunant             | (TGV) Genève - Paris | SNCF      | 31.05.1987 |             | 1987.49  |
| EC 82,83                     | Hermann Hesse            | Chiasso – Schaffhausen – Stuttgart | SBB       | 31.05.1987 | 27.05.1989  | 1987.25  |
| EC 140,153                   | Hieronymus Bosch         | Köln – Emmerich – Amsterdam | DB        | 02.06.1991 | 31.10.2000  | 1991.13  |
| EC 128,129                   | Hradcany                 | Žilina - Praha |           |            |             |          |
| EC 110,111                   | Hugo von Hoffmannsthal   | Klagenfurt – Salzburg – Stuttgart | DB        | 02.06.1991 | 14.12.2002  | 1991.08  |
| EC 146,147                   | Hukvaldy                 | |           |            |             |          |
| EC 174,175                   | Hungaria                 | Budapest – Bratislava - Schöna – Hamburg | ČD        | 23.05.1993 |             | 1993.05  |
| EC 80, 85                    | Ile de France            | Paris Gare du Nord – St. Quentin – Brussel-Zuid – Brussel- Noord – Antwerpen-Berchem – Roosendaal – Rotterdam – Den Haag HS – Amsterdam CS | SNCF/NMBS | 31.05.1987 | 23.05.1993  | 1987.54  |
| EC 179                       | Insubria                 | Zürich HB – Arth-Goldau – Göschenen – Bellinzona – Lugano – Chiasso – Como S. Giovanni – Milano Centrale | CIS       |            |             |          |
| EC 96, 97                    | Iris                     | Chur – Landquart – Basel SBB – Basel SNCF – Strasbourg – Metz Ville – Thionville – Luxembourg (K) – Brussel | SBB       | 31.05.1987 |             | 1987.45  |
|                              | Ister                    | Budapest-Szolnok-Békéscsaba-Arad-Brașov-Bucuresti | CFR       |            |             |          |
| EC 142,151                   | Jan Pietersz Sweelinck   | Amsterdam – Emmerich – Köln | DB        | 02.06.1991 | 31.10.2000  | 1991.15  |
| EC 38, 39                    | Jacques Brel             | Dortmund Hbf – Bochum Hbf – Essen Hbf – Duisburg Hbf – Düsseldorf Hbf – Köln Hbf – Aachen – Verviers – Liège-G. – Brussel-Zuid – Quévy – Aulnoye – St. Quentin – Paris-Nord | DB        | 23.05.1993 | xx.05.1996  | 1993.12  |
| EC 168,169                   | Jan Hus                  | Praha - Schöna - Dresden | DB        | 28.05.2000 | 31.05.2001  | 2000.02  |
| EC 148,149                   | Jan Perner               | Praha-Bohumin-Žilina |           |            |             |          |
| EC 272,273                   | Jaroslav Hasek           | Budapest – Stúrovo – Bratislava –Brno – Praha |           |            |             |          |
| EC 295, 296                  | Jean Monnet              | Brussel – Arlon – Luxembourg – Thionville – Metz Ville – Saverne – Strasbourg – Selestat – Colmar – Mulhouse Ville – St-Louis (Haut Rhin) – Basel SNCF | SNCF      | 30.05.1999 |             |          |
| EC 174,175                   | Jeszensky János          | Budapest - Stúrovo - Bratislava -Praha - Dresden - Berlin - Hamburg | MÁV       |            |             |          |
| EC 972,979                   | J.J. Rousseau            | (TGV) Genève - Parijs | SNCF      | 31.05.1987 |             | 1987.48  |
| EC 72, 73                    | Johann Gregor Mendel     | Wien – Hohenau – Breclav – Brno hl.n. – Pardubice hl.n. – Praha-Holesovice |           |            |             |          |
| EC 28,29                     | Johann Strauss           | Wien – Passau – Köln | ÖBB       | 31.05.1987 | 12.12.2009  | 1987.09  |
| EC 120,121                   | Johannes Kepler          | Linz – Passau – Frankfurt am Main | ÖBB       | 02.06.1991 | 28.05.1994  | 1991.09  |
| EC 177,178                   | Johannes Brahms          | Berlin - Praha - Wien |           |            |             |          |
| EC 144,149                   | Johannes Vermeer         | Amsterdam – Emmerich – Köln | DB        | 02.06.1991 | 31.10.2000  | 1991.16  |
| EC 26,27                     | Joseph Haydn             | Wien - Passau - Hamburg | DB        | 02.06.1991 | 13.12.2003  | 1991.19  |
| EC 100, 101                  | Jože Plečnik             | Ljubljana – Zidani Most – Celje – Pragersko – Maribor – Spielfeld-Straß – Leibnitz – Graz Hbf – Leoben Hbf – Selzthal – Kirchdorf a.d. Krems – Linz Hbf – Pregarten – Freistadt – Summerau – Horni Dvoriste – Rybnik (CZ) – Ceske Budejovice – Veseli nad Luznici – Tabor – Benesov u Prahy – Praha-Vrsovice – Praha hl.n.                                                                                |           | 11.12.2005 | 13.12.2009  | 2005.01  |
| EC 62, 63                    | Kálmán Imre              | Budapest-Keleti pu – Budapest-Kelenföld – Györ – Hegyeshalom – Wien Westbahnhof – St.Pölten Hbf – Linz Hbf – Salzburg Hbf – München Hbf |           |            |             |          |
| EC 192,193                   | Karen Blixen             | Hamburg – Puttgarden – København | DB        | 02.06.1991 | 14.12.2002  | 1991.10  |
| EC 50,51                     | Karlštejn/Karlstein      | Praha – Cheb – Dortmund | ČD        | 29.05.1994 | -           | 1994.02  |
| EC 80,81                     | Karwendel                | Innsbruck – Mittenwald – Hamburg |           | 31.05.1987 | 28.05.1988  | 1987.24  |
| EC 164, 165                  | Kaiserin Elisabeth       | Zürich - Innsbruck - Salzburg | ÖBB       | 30.05.1999 | 12.12.2009  |          |
| EC 154,155                   | Killesberg               | Stuttgart – Zürich HB | SBB       | 23.05.1993 | 07.08.1994  | 1993.01  |
| EC 470,471                   | Komet                    | Basel - Hamburg | DB        | 31.05.1987 | 01.06.1991  | 1987.57  |
|                              | Körös                    | Budapest-Szolnok-Békéscsaba-Arad-Timişoara | CFR       |            |             |          |
| EC 120,121                   | Košican                  | Košice - Žilina - Púchov - Olomouc - Praha |           |            |             |          |
| EC 143, 230                  | Kysuca                   | Praha - Ostrava - Žilina |           |            |             |          |
| EC 144,145                   | Landek                   | |           |            |             |          |
| EC 105                       | Lario                    | Biasca - Chiasso - Milano |           |            |             |          |
| EC                           | Lehár                    | | MÁV       | 29.05.1988 |             | 1988.01  |
| EC 980,971                   | Le Genevois              | (TGV) Genève - Paris | SNCF      | 31.05.1987 |             | 1987.52  |
| EC 113,116                   | Le Corbusier             | Basel - Paris |           | 31.05.1987 |             | 1987.43  |
|                              | Le Mosellan              | Paris - Luxembourg |           |            |             |          |
| EC 28,29                     | Lemano                   | (TGV) Lausanne - Paris / Lausanne – Milano Centrale | SNCF/SBB  | 31.05.1987 |             | 1987.40  |
| EC 10,11                     | Leonardo da Vinci        | Milano - Brenner - Kufstein - Dortmund | DB        | 31.05.1987 |             | 1987.05  |
| EC 240,241                   | Leoš Janácek             | |           |            |             |          |
| EC 141/142, 147/148          | Ligure                   | Nice Ville – Monaco-Monte-Carlo – Menton – Ventimiglia – Bordighera – San Remo – Imperia P.M. – Diano Marina – Alassio – Albenga – Finale Ligure Marina – Savona – Genova Piazza Principe – Voghera – Pavia – Milano Centrale | FS        | 12.09.2004 | 13.12.2009  | 2004.01  |
| EC 6,7                       | Lötschberg               | Brig - Basel - Hannover | DB        | 31.05.1987 |             | 1987.03  |
| EC 24,21                     | Lutetia                  | (TGV) Lausanne - Parijs / Milano - Genève | SNCF/SBB  | 31.05.1987 |             | 1987.41  |
| EC 407, 409                  | Madrid Talgo             | Madrid - Bordeaux - Les Aubrais - Paris-Austerlitz | RENFE     | 31.05.1987 | 22.05.1993  | 1987.59  |
|                              | Maestral                 | Budapest-Székesfehérvár-Zagreb |           |            |             |          |
| EC 50,51                     | Manzoni                  | Milano Centrale - Winterthur | SBB       | 28.05.1989 | 22.05.1993  | 1989.04  |
| EC 60, 61                    | Maria Theresia           | Zürich - Innsbruck - Wien | ÖBB       | 31.05.1987 | 12.12.2009  | 1987.34  |
| EC 68,69                     | Marie Curie              | Stuttgart - Strassbourg - Paris | DB        | 31.05.1992 | xx.05.1996  | 1992.05  |
| EC 72,73                     | Matterhorn               | Brig - Basel - Frankfurt | DB        | 28.05.1990 |             | 1990.01  |
| EC 66,67                     | Maurice Ravel            | München - Strassbourg - Paris Est | SNCF      | 28.05.1989 | 13.12.2003  | 1989.02  |
| EC 16,17                     | Max Reinhardt            | Wien – Salzburg – Münster (Westfalen) | DB        | 23.05.1993 | 14.12.2002  | 1993.08  |
| EC 115, 116                  | Mediolanum               | Basel SBB – Olten – Zofingen – Sursee – Luzern – Arth-Goldau – Gotthard – Bellinzona – Lugano – Chiasso – Como S. Giovanni – Milano Centrale | CIS       |            |             | .        |
| EC 48,49                     | Memling                  | Köln - Aachen - Oostende | NMBS      | 31.05.1987 | 23.05. 1998 | 1987.16  |
| EC 30,31                     | Merkur                   | København - Puttgarden - Frankfurt am Main | DB        | 31.05.1987 | 01.06.1991  | 1987.10  |
| EC 80,81                     | Michelangelo             | Roma Termini - Brenner - Kufstein - München | FS        | 29.05.1988 |             | 1988.02  |
| EC 10,11                     | Mimara                   | Zagreb - Salzburg - München | JŽ        | 02.06.1991 | -           | 1991.04  |
| EC 40,41                     | Molière                  | Dortmund - Aachen - Paris Nord | DB        | 31.05.1987 | 13.12.1997  | 1987.13  |
| EC 140/141, 142/143          | Monginevro               | Lyon - Modane - Turijn | FS        | 29.09.1996 | 14.12.2003  | 1996.03  |
| EC 76,77                     | Mont Blanc               | Genève - Basel - Hamburg Altona | DB        | 31.05.1987 | 31.05.2001  | 1987.22  |
| EC 177                       | Monte Ceneri             | Zürich HB – Arth-Goldau – Göschenen – Bellinzona – Lugano – Chiasso – Como S. Giovanni – Milano Centrale | CIS       |            |             |          |
| EC 136/137, 138/139          | Mont Cenis               | Lyon - Modane - Turino- Milano | FS        | 29.09.1996 | 14.12.2003  | 1996.02  |
| EC 124, 129                  | Monte Rosa               | Genève-Aéroport – Genève – Lausanne – Montreux – Sion – Sierre/Siders – Brig – Domodossola – Verbania-Pallanza – Stresa – Arona – Gallarate – Milano Centrale | CIS       | 12.12.2004 |             |          |
| EC 121, 128                  | Monteverdi               | Genève-Aéroport – Genève – Lausanne – Montreux – Sion – Visp – Brig – Domodossola – Verbania-Pallanza – Stresa – Arona – Gallarate – Milano Centrale – Brescia – Verona Porta Nuova – Vicenza – Padova – Venezia Mestre – Venezia S. Lucia | SBB       | 31.05.1987 |             | 1987.38  |
| EC 130,131                   | Moravia                  | Budapest - Stúrvo - Bratislava - Bohumín - Warszawa |           |            |             |          |
| EC 68,69                     | Mozart                   | Wien Westbahnhof – Linz Hbf – Salzburg Hbf – München Hbf - Strassbourg - Paris Est | ÖBB       | 28.05.1989 | 13.12.2003  | 1989.08  |
|                              | Nikola Tesla             | Beograd - Zagreb - Venezia |           |            |             |          |
| EC 142,143                   | Odra                     | Praha - Ostrava - Žilina |           |            |             |          |
|                              | Olympus                  | Beograd - Niš - Skopje - Thessaloniki |           |            |             |          |
| EC 147                       | Olše                     | Praha - Žilina |           |            |             |          |
| EC 72,73                     | Otto Lilienthal          | Zürich - Basel - Berlin | DB        | 02.06.1991 | 22.05.1993  | 1991.20  |
| EC 44,45                     | Paderewski               | Warszawa - Frankfurt/oder - Berlin Zoo | PKP       | 01.06.2001 | 30.05.2002  | 2001.03  |
| EC 12,13                     | Paganini                 | Bologna - Brenner - Kufstein - Dortmund | DB        | 02.06.1991 |             | 1991.06  |
| EC 213,212                   | Palatino                 | Paris - Chambéry - Genova - Roma | SNCF      | 31.05.1987 | 22.05.1993  | 1987.61  |
| EC 44,45                     | Parsifal                 | Paris Nord – Aachen – Köln | DB        | 31.05.1987 | 14.12.1997  | 1987.15  |
| EC 14,15                     | Patscherkofel            | Innsbruck – Kufstein – Saarbrücken | DB        | 23.05.1993 | 27.05.1995  | 1993.07  |
| EC 146,147                   | Piet Mondriaan           | Amsterdam – Emmerich – Köln | DB        | 02.06.1991 | 31.10.2000  | 1991.17  |
| EC 102,103                   | Polonia                  | Wien - Ostrava – Katowice - Warszawa | PKP/ÖBB   | 01.06.1997 |             | 1997.01  |
| EC 176,177                   | Porta Bohemica           | Praha - Schöna - Hamburg | ČD        | 23.05.1993 |             | 1993.06  |
| EC 48,49                     | Posnania                 | Poznan - Frankfurt/oder - Berlin Zoo | PKP       | 01.06.2001 | 02.06.2002  | 2001.02  |
| EC 106,107                   | Praha                    | Warszawa - Katowice - Ostrava - Praha | ČD        | 23.05.1993 |             | 1993.15  |
|                              | Prietenia                | Bucuresti – Iaşi – Chişinău |           |            |             |          |
| EC 90,91                     | Prinz Eugen              | Wien - Passau - Hamburg | DB        | 31.05.1987 | 23.05.1998  | 1987.28  |
| EC                           | Raffaello                | Roma – Firenze – Bologna – Milano – Zürich | FS        |            |             |          |
| EC 70,71                     | Rätia                    | Chur - Basel - Hamburg | DB        | 31.05.1987 |             | 1987.20  |
| EC 2,3                       | Rembrandt                | Chur - Basel - Emmerich - Amsterdam | DB        | 31.05.1987 | 14.12.2003  | 1987.01  |
| EC 8,9                       | Rheinpfeil               | Chur – Basel – Hannover | DB        | 31.05.1987 | 01.06.1991  | 1987.04  |
| EC 139/140, 159/160          | Riviera Dei Fiori        | Nice Ville – Monaco-Monte-Carlo – Menton – Ventimiglia – Bordighera – San Remo – Imperia P.M. – Diano Marina – Alassio – Albenga – Finale Ligure Marina – Savona – Genova Piazza Principe – Voghera – Pavia – Milano Centrale | FS        |            | 13.12.2009  |          |
| EC 203/209                   | Robert Schuman           | Paris - Luxembourg | CFL       | 31.05.1987 |             | 1987.46  |
| EC 16,17                     | Robert Stolz             | Graz - Salzburg - München | ÖBB       | 28.05.1989 | 01.06.1991  | 1989.07  |
| EC 37,30                     | Romulus                  | Rome - Firenze - Venezia - Klagenfurt - Wien | FS        | 31.05.1987 | 09.06.2001  | 1987.33  |
| EC 186,187                   | Rosenborg                | København - Puttgarden - Hamburg | DB        | 31.05.1992 | 28.05.1995  | 1992.04  |
| EC 60,61                     | Rosenkavalier            | Wien - Salzburg - München | ÖBB       | 02.06.1991 | 28.05.1995  | 1991.05  |
| EC 53,56                     | Rossini                  | Schaffhausen - Zürich - Milano |           | 31.05.1987 |             | 1987.37  |
| EC 81, 84                    | Rubens                   | Paris Gare du Nord – Brussel-Zuid | NMBS/SNCF | 31.05.1987 | 23.05.1993  | 1987.55  |
| EC 111, 114                  | San Marco                | Basel SBB – Olten – Zofingen – Sursee – Luzern (K) – Arth-Goldau – Bellinzona – Lugano – Chiasso – Como S. Giovanni – Milano Centrale – Brescia – Desenzano del Garda – Peschiera del Garda – Verona Porta Nuova – S. Bonifacio – Vicenza – Padova – Venezia Mestre – Venezia S. Lucia | CIS       | 11.12.2005 |             | 2005.02  |
| EC 143/144, 145/146          | Sanremo                  | Nice Ville – Monaco-Monte-Carlo – Menton – Ventimiglia – Bordighera – San Remo – Imperia P.M. – Diano Marina – Alassio – Albenga – Finale Ligure Marina – Savona – Genova Piazza Principe – Voghera – Pavia – Milano Centrale | FS        |            | 13.12.2009  |          |
| EC 111-211, 210-110          | Sava                     | München - Villach - Ljubljana - Zagreb - Beograd |           |            |             |          |
| EC 86,87                     | Schwabenland             | Zürich - Schaffhausen - Stuttgart | SBB       | 31.05.1987 | 28.05.1989  | 1987.27  |
| EC 92,93                     | Schweizerland            | Zürich - Lindau - München | SBB       | 31.05.1987 | 22.05.1993  | 1987.29  |
| EC 32,33                     | Skandinavien             | København - Puttgarden - Hamburg | DB        | 31.05.1987 | 01.06.1991  | 1987.11  |
| EC 274,275                   | Slovan                   | Bratislava - Praha |           |            |             |          |
| EC 277,278                   | Slovenská Strela         | Bratislava-Břeclav |           |            |             |          |
| EC 278, 279                  | Smetana                  | Wien Südbahnhof – Hohenau – Breclav – Brno hl.n. – Pardubice hl.n. – Praha-Holesovice - Schöna - Dresden | ČD        | 15.12.2002 | 13.12.2003  | 2002.02  |
| EC 104,105                   | Sobieski                 | Wien - Ostrava - Katowice - Warszawa | PKP       | 23.05.1993 |             | 1993.16  |
| EC 184,185                   | Sören Kierkegaard        | Hamburg - Puttgarden - København | DB        | 31.05.1992 | 28.05.1994  | 1992.03  |
| EC 66,67                     | Stachus                  | Wien - Salzburg - München | ÖBB       | 31.05.1987 | 22.05.1993  | 1987.19  |
| EC 217,216                   | Stendhal                 | Paris - Torino - Milano | SNCF      | 31.05.1987 | 22.05.1993  | 1987.62  |
| EC 32, 33                    | Stradivari               | Venezia Santa Lucia – Venezia Mestre – Treviso Centrale – Conegliano – Pordenone – Udine – Tarvisio Boscoverde – Villach Hbf – Velden am Wörthersee – Pörtschach am Wörthersee – Klagenfurt Hbf – St. Veit a. d. Glan – Treibach-Althofen – Friesach – Unzmarkt – Judenburg – Zeltweg – Knittelfeld – Leoben Hbf – Bruck a. d. Mur – Mürzzuschlag – Wiener Neustadt Hbf – Wien Meidling – Wien Südbahnhof |           | 14.12.2004 |             |          |
| EC 171, 178                  | Cisalpino Teodolina      | Zürich HB – Arth-Goldau – Göschenen – Bellinzona – Lugano – Chiasso – Como S. Giovanni – Milano Centrale | CIS       |            |             |          |
| EC 190,191                   | Thomas Mann              | Hamburg - Puttgarden - København | DB        | 02.06.1991 | 14.12.2002  | 1991.12  |
| EC 108,109                   | Thunersee                | Interlaken - Basel - Berlin |           | 02.06.1991 | 27.05.1995  | 1991.21  |
| EC 109,110                   | Ticino                   | Basel - Chiasso - Milano |           |            |             |          |
| EC 86,87                     | Tiepolo                  | Venezia - Brenner - Kufstein - München | FS        | 28.05.1995 |             | 1995.01  |
|                              | Tisza                    | Budapest-Szolnok-Debrecen–Nyíregyháza–Lviv–Kiev-Moskva |           |            |             |          |
| EC 74,75                     | Tiziano                  | Milano - Basel - Hamburg | DB        | 31.05.1987 | 14.12.2002  | 1987.21  |
| EC 46,47                     | Traianus                 | Budapest - Bucuresti |           | 01.06.1997 | 14.12.2002  | 1997.02  |
| EC 62, 63                    | Transalpin               | Wenen Westbf - St. Pölten Hbf - Linz Hbf - Wels Hbf - Salzburg Hbf - Kufstein - Wörgl Hbf - Jenbach - Innsbruck Hbf - Ötztal - Imst-Pitztal - Landeck-Zams - St. Anton am Arlberg - Langen am Arlberg - Bludenz - Feldkirch - Buchs SG (k) - Sargans - Zürich HB - Baden - Brugg - Frick - Stein-Säckingen - Rheinfelden - Basel SBB                                                                      | ÖBB / SBB | 31.05.1987 | 14.06.2010  | 1987.35  |
| EC 158,159                   | Uetliberg                | Zürich HB – Stuttgart | SBB       | 23.05.1993 | 07.08.1994  | 1993.02  |
| EC                           | Val d'Ossola             | Milano - Brig - Lötschberg - Basel SBB | CIS       | 14.12.2002 |             |          |
| EC 127, 120                  | Vallese                  | Genève-Aéroport – Genève – Lausanne – Montreux – Sion – Sierre/Siders – Brig – Domodossola – Verbania-Pallanza – Stresa – Arona – Gallarate – Milano Centrale | CIS       |            |             |          |
| EC 40,41                     | Varsovia                 | Warszawa - Frankfurt/oder - Berlin | DB        | 23.05.1993 | 30.05.2002  | 1993.14  |
| EC 90, 91                    | Vauban                   | Interlaken Ost – Interlaken West – Spiez – Thun – Bern – Olten – Liestal – Basel SBB – Basel SNCF – St-Louis (Haut Rhin) – Mulhouse Ville – Colmar – Selestat – Strasbourg – Metz Ville – Thionville – Luxembourg – Arlon – Brussel | SBB       | 29.05.1988 | 08.12.2007  | 1988.03  |
| EC 130,133                   | Verbano                  | Milano - Brig - Lötschberg - Basel SBB |           |            |             |          |
| EC 4,5                       | Verdi                    | Milano - Basel - Dortmund | DB        | 02.06.1991 | 14.12.2002  | 1991.22  |
| EC 978,975                   | Versailles               | (TGV) Genève - Paris | SNCF      | 31.05.1987 |             | 1987.51  |
| EC 52,53                     | Victor Hugo              | Frankfurt am Main - Saarbrücken - Paris Est | DB        | 31.05.1987 | 27.05.1995  | 1987.17  |
| EC 172,173                   | Vindobona                | Wien - Brno - Schöna - Berlijn | ÖBB       | 23.05.1993 | -           | 1993.09  |
| EC 976,973                   | Voltaire                 | (TGV) Genève - Paris | SNCF      | 31.05.1987 |             | 1987.50  |
| EC 248,249                   | Wawel                    | Kraków - Katowice - Wrocław - Berlin - Hamburg | PKP/DB    | 10.12.2006 |             | 2006.01  |
| EC 14,15                     | Wörthersee               | Klagenfurt - Salzburg - Kiel | DB        | 28.05.1989 | -           | 1989.03  |
| OEC 156, 157                 | Zagreb                   | Zagreb Glavni Kolod. – Savski Marof – Dobova – Sevnica – Celje – Pragersko – Maribor – Spielfeld-Straß – Leibnitz – Graz Hbf – Bruck a. d. Mur – Mürzzuschlag – Wiener Neustadt Hbf – Wien Meidling – Wien Südbahnhof | ÖBB       |            |             |          |